# 尼亚玛·赛义德
尼亚玛·赛义德（阿拉伯语：‎，2002年11月15日—），埃及女子举重运动员，2018年夏季青年奥运会女子58公斤级银牌得主、2019年非洲运动会女子64公斤级铜牌得主、2021年世界举重锦标赛女子64公斤级金牌得主。